# Sigurd Ibsen
Sigurd Ibsen (23. december 1859 i Oslo – 14. april 1930 i Lausanne) var en norsk jurist, diplomat, politiker og skribent. Han var forfatteren Henrik Ibsens eneste barn. Gennem hele hans opvækst stilledes høje forventninger til ham, og han måtte stræbe hele livet for at nå mål, som andre satte for ham. Som politiker repræsenterede han partiet Venstre.
Sigurd Ibsen blev født i daværende Christiania og nuværende: Oslo. Han var statsminister i Stockholm fra 1903 til 1905, mens George Francis Hagerup var statsminister i Kristiania (Oslo). Ibsen var en central person i opløsningen af unionen mellem Sverige og Norge i 1905. Han ydede en stor indsats i at overtale Bjørnstjerne Bjørnson, Arne Garborg og Fridtjof Nansen til at gå ind for monarki. Mange ønskede oprindeligt at Norge skulle være republik.
Sigurd Ibsen blev jurist i Rom i 1882. Han var gift med Bjørnstjerne Bjørnsons datter Bergliot og far til filminstruktøren Tancred Ibsen.